# Hinako Tomitaka
Hinako Tomitaka (en japonés: 冨高日向子, Tomitaka Hinako; Machida, 21 de septiembre de 2000) es una deportista japonesa que compite en esquí acrobático. Ganó una medalla de plata en el Campeonato Mundial de Esquí Acrobático de 2025, en la prueba de baches.

## Medallero internacional
| Campeonato Mundial | Campeonato Mundial | Campeonato Mundial | Campeonato Mundial |
| Año                | Lugar              | Medalla            | Prueba             |
| ------------------ | ------------------ | ------------------ | ------------------ |
| 2025               | Engadina (Suiza)   | Medalla de plata   | Baches             |